# Distretto di Charkh
Il distretto di Charkh è un distretto dell'Afghanistan appartenente alla provincia di Lowgar. Viene stimata una popolazione di 45.362 abitanti.